# Donacoscaptes prestonella
Donacoscaptes prestonella là một loài bướm đêm trong họ Crambidae.